# Tirreno-Adriatico 1996
Tirreno-Adriatico 1996 est la 31e édition de la course cycliste par étapes italienne Tirreno-Adriatico. L’épreuve se déroule entre le 13 et le 20 mars 1996, sur un parcours de 1 370,2 km.
Le vainqueur de la course est l'Italien Francesco Casagrande (Saeco).

## Classements des étapes
| Étape | Date    | Villes étapes                         | km    | Vainqueur d’étape        | Leader du classement général |
| ----- | ------- | ------------------------------------- | ----- | ------------------------ | ---------------------------- |
| 1     | 13 mars | Fiuggi - Fiuggi                       | 156,0 | Leon van Bon             | Leon van Bon                 |
| 2     | 14 mars | Ferentino - Santa Marinella           | 180,0 | Djamolidine Abdoujaparov | Leon van Bon                 |
| 3     | 15 mars | Santa Marinella - Santa Fiora         | 206,0 | Francesco Casagrande     | Francesco Casagrande         |
| 4     | 16 mars | Arcidosso - Soriano nel Cimino        | 205,0 | Filippo Casagrande       | Gianluca Pianegonda          |
| 5a    | 17 mars | Città della Pieve - C. del Lago       | 85,0  | Jan Svorada              | Gianluca Pianegonda          |
| 5b    | 17 mars | Magione - C. del Lago (clm)           | 28,2  | Evgueni Berzin           | Francesco Casagrande         |
| 6     | 18 mars | Tuoro sul Trasimeno - Amandola        | 192,0 | Michele Bartoli          | Francesco Casagrande         |
| 7     | 19 mars | Sant'Elpidio a Mare - M.S Pietrangeli | 174,0 | Rolf Sørensen            | Francesco Casagrande         |
| 8     | 20 mars | Grottammare - S.B del Tronto          | 159,0 | Jan Svorada              | Francesco Casagrande         |

## Classement général
|    | Cycliste              | Pays   | Équipe             | Temps            |
| -- | --------------------- | ------ | ------------------ | ---------------- |
| 1  | Francesco Casagrande  | Italie | Saeco              | 34 h 46 min 18 s |
| 2  | Alexander Gontchenkov | Russie | Roslotto-ZG Mobili | + 23 s           |
| 3  | Gianluca Pianegonda   | Italie | Team Polti         | + 29 s           |
| 4  | Michele Coppolillo    | Italie | MG Maglificio      | + 32 s           |
| 5  | Gabriele Colombo      | Italie | Gewiss-Playbus     | + 51 s           |
| 6  | Rodolfo Massi         | Italie | Refin              | + 1 min 22 s     |
| 7  | Viatcheslav Ekimov    | Russie | Rabobank           | + 4 min 30 s     |
| 8  | Filippo Casagrande    | Italie | Scrigno-Blue Storm | + 5 min 17 s     |
| 9  | Luca Gelfi            | Italie | Brescialat         | + 5 min 19 s     |
| 10 | Marco Serpellini      | Italie | Panaria-Vinavil    | + 5 min 54 s     |